# تئودور تسیهن
تئودور تسیهن (آلمانی: Theodor Ziehen; ۱۲ نوامبر ۱۸۶۲ – ۲۹ دسامبر ۱۹۵۰) روان‌شناس، روانپزشک، استاد دانشگاه و متخصص مغز و اعصاب اهل آلمان بود.
او در دوران دبیرستان به بررسی آثار ایمانوئل کانت و آرتور شوپنهاور پرداخت و سپس به تحصیل در رشتهٔ پزشکی در دانشگاه وورتسبورگ و دانشگاه هومبولت برلین روی آورد و در دوران دانشجویی به بررسی آثار افلاطون، باروخ اسپینوزا و دیوید هیوم پرداخت و در سال ۱۸۸۵ میلادی دکترای پزشکی خود را دریافت داشت.
در دورانی که وی در کلینیک دانشگاه ینا مشغول به کار بود، فریدریش نیچه از بیمارانش بود.
او بیش از ۴۵۰ اثر علمی در زمینهٔ روان‌شناسی، نورولوژی و کالبدشناسی و غیره منتشر کرد و یکی از نویسندگان کتاب جامع «بیماری‌های ذهنی در دوران کودکی» (Die Geisteskrankheiten des Kindesalters) بود. وی همچنین کتاب دیگری به نام «روانپزشکی برای پزشکان و دانشجویان» (Psychiatrie für Ärzte und Studirende) نگاشت که مابین سال‌های ۱۸۹۴ تا ۱۹۱۱ در ۴ ویرایش منتشر شد.
ابداع اصطلاحات پزشکی «روان‌پریشی عاطفی» (Affective Psychosis) و «سرشت روان‌آزاری» (Psychopathic Constitution) را به او نسبت می‌دهند. او همچنین ابداع‌کنندهٔ واژه «هستهٔ آکومبانس» (Nucleus accumbens) است که در جریان پژوهشی دربارهٔ مغز صاریع دم‌حلقه‌ای معمولی آنرا به‌کار برد.
سندرم تسیهن-اوپنهایم را به افتخار هرمان اوپنهایم و او نامگذاری کرده‌اند که نوعی دیستونی ژنتیکی است که به‌سبب ضایعات عقده‌های قاعده‌ای ایجاد می‌شود.
وی «روان‌شناسی تداعی‌گرا» را در دوران طبابتش اجرا می‌کرد و از مدافعان یگانه‌انگاری و اثبات‌گرایی بود.